# سایه (فیلم ۱۹۳۳)
سایه (انگلیسی: The Shadow) فیلمی بریتانیایی در سبک معمایی به کارگردانی جرج ای. کوپر با بازی هنری کندال، الیزابت آلن و فلیکس آیلمر است که در سال ۱۹۳۳ منتشر شد.